# Sui iuris
Sui iuris znamená latinsky svého práva. Výrazu odpovídá řecké αυτονόμος – autonomní (autonomní církev).

## Civilní právo

### Antický Řím
V antickém Římě pojem sui iuris označoval osobu mající právní subjektivitu v soukromém právu. Uvnitř rodiny to vždy byl jen pater familias (otec rodiny), ostatní osoby tuto subjektivitu neměly buď žádnou (ženy, děti do 7 let, o otrocích vůbec ani nemluvě), nebo ji měly omezenou (nedospělci mezi 7 a 14 roky, nezletilci do 25 let, osoby dospělé v moci svého otce), např. mohly jen podstupovat jednání nabývací (např. přijmout dar – vlastníkem se ale přesto vždy stával pater familias), nikoli však pozbývací. Zajímavé je, že tato omezení platila jen v rámci práva soukromého, práva veřejná tímto nijak dotčena nebyla, mohlo se tak (až do císařství) stát, že člověk na veřejnosti velmi mocný a uctívaný (např. zvolený magistrát) byl uvnitř rodiny naprosto bezprávný, nemajetný a plně podřízený moci otce.
Sui iuris se syn stal smrtí svého otce či emancipací (propuštěním z moci otcovské), v pozdějších dobách i dosažením vysoké kněžské či úřední hodnosti, výjimečně též úředním výrokem byla-li otci trestem odňata moc otcovská. Osobou sui iuris nikdy nemohla být žena, jedinou výjimku tvořily panny bohyně Vesty (vestálky).

## Kanonické právo
Kanonické právo označuje jako církve „sui iuris“ ty partikulární církve, které tvoří společně katolickou církev (tedy jednotlivě římskokatolickou církev a východní katolické církve). Zatímco nejvyšší autoritou ve všech těchto církvích je římský biskup, papež, v římskokatolické církvi samotné vykonává kromě toho tutéž autoritu, kterou v ostatních katolických církvích vykonávají patriarchové. Právo římskokatolické církve se řídí Kodexem kanonického práva, právo jednotlivých východních církví Kodexem kánonů východních církví.
Označení „sui iuris“ se pak vztahuje i na misie, kterým je z rozličných důvodů – ať politických, nebo nedostatku věřících a kléru – udělena autonomie, takže nejsou součástí žádné diecéze, apoštolského vikariátu či apoštolské prefektury. Roku 2015 bylo těchto misií osm: tři v Atlantském oceánu (Kajmanské ostrovy, Turks a Caicos, Svatá Helena, Ascension a Tristan da Cunha), dvě v Tichém oceánu (Funafuti v Tuvalu a Tokelau) a tři ve Střední Asii (Afghánistán, Tádžikistán, Turkmenistán).